# Paggio con tre cani, una scimmia e una marmotta
Paggio che imbocca un cane, noto anche come Paggio con tre cani, scimmia e marmotta, è un dipinto a olio su tela, realizzato tra il 1600 e il 1649 da un autore ignoto. L'opera è conservata presso Villa Necchi Campiglio a Milano ed è parte del patrimonio del FAI - Fondo per l'Ambiente italiano, a seguito del lascito delle sorelle Necchi nel 2001.

## Storia
Il dipinto non è firmato né datato. Davide Dotti, osservando come il cane nel quadro sia lo stesso dei quadri del pittore barocco Reynaud Levieux (Natura morta con ara, scoiattolo e spaniel e Natura morta con frutta e spaniel), ha ipotizzato che il pittore francese fosse l'autore della tela. L'attribuzione rimane incerta, e non sono stati individuati documenti o fonti che confermino con certezza la paternità dell'opera. Il periodo tra la fine del XVI secolo e la prima metà del XVII secolo vide un forte sviluppo della pittura animalier e della natura morta, in particolare nei Paesi Bassi e in Francia.

## Descrizione e analisi
Il dipinto raffigura un giovane paggio nell'atto di offrire del cibo a tre cani. Alla destra della scena, poggiati su una cassa, si trovano una scimmia e una marmotta. La scimmia mostra uno spartito musicale, mentre la marmotta è collocata in modo da dialogare visivamente con gli altri animali. Sullo sfondo compare un cartiglio in rima, di contenuto moraleggiante:

L’opera è caratterizzata da una composizione equilibrata, con un impianto teatrale e una resa realistica nella rappresentazione degli animali e del paggio, il quale è vestito con un abito elegante e variopinto, indicativo della sua funzione a corte.

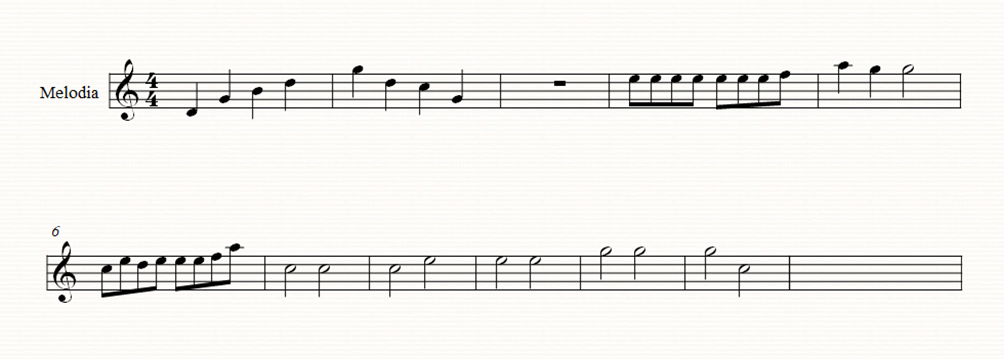
trascrizione spartito della scimmia

La scimmia con lo spartito introduce un elemento enigmatico. Il foglio è leggibile e presenta una melodia in chiave di sol, ma l’aria musicale non è identificabile con certezza: non si riconoscono melodie liturgiche né canzoni popolari note. L’animale, solitamente associato all’ironia, alla mimesi o alla parodia della condizione umana, sembra qui assumere un atteggiamento serio e quasi umano. La marmotta, animale spesso ammaestrato per spettacoli di strada, sembra qui svolgere una funzione secondaria ma simbolicamente complementare alla scimmia.
Un dettaglio significativo è la tromba appoggiata a terra accanto al paggio. Tradizionalmente associata al contesto militare, la tromba veniva impiegata per trasmettere ordini durante le battaglie. La sua collocazione “messa da parte” può essere interpretata come un simbolo della cessazione del conflitto. Questa lettura trova un possibile riferimento nel contesto storico in cui l’opera fu realizzata, ovvero il periodo immediatamente successivo alla Guerra dei Trent’anni (1618–1648), terminata con la Pace di Vestfalia. Tale conflitto, che coinvolse gran parte dell’Europa, ebbe ripercussioni profonde non solo a livello politico e religioso, ma anche culturale e artistico. La cronologia dell’opera, compatibile con la fine del conflitto, e la presunta nazionalità francese dell’autore (secondo l'attribuzione ipotetica a Reynaud Levieux) rafforzano l’ipotesi di un messaggio pacifista.